# 木村貴大
木村 貴大（きむら たかひろ、1993年12月9日 - ）は、ラグビー選手。

## 略歴
東福岡高校時代、主将を務め、高校日本代表に選ばれた。
2012年、筑波大学に入る。
2013年、U20日本代表に選ばれた。
2016年、豊田自動織機シャトルズ(現・豊田自動織機シャトルズ愛知)に加入。同年8月27日に行われたジャパンラグビートップリーグ第1節のトヨタ自動車ヴェルブリッツ戦にて先発出場で公式戦初出場を果たす。
2019年、豊田自動織機シャトルズを退団した。
2019年12月、サンウルブズの練習生に選ばれて、翌2020年1月、サンウルブズの正スコッドに昇格した。
2020年12月にコカ・コーラレッドスパークスに入団した が、2021年4月に廃部に伴い退団した。
2021年7月、サントリーサンゴリアス(現・東京サントリーサンゴリアス)に入団。
2025年6月、東京サントリーサンゴリアスを退団した。
2025年8月、クリーンファイターズ山梨に入団した。
2026年の2月からはケニアのナイロビでの挑戦も発表した。